# Émilie Tavernier
Émilie Tavernier Gamelin, född 1800, död 1851, var en kanadensisk filantrop.  Hon drev från 1830 ett betydande arbete för de fattiga i Montreal, grundade ett sjukhus och ett härbärge för fattiga, sjuka och gamla, och grundade år 1840 orden Daughters of Charity, Servants of the Poor, som spelade en pionjärroll för utvecklingen att sjukvården i Kanada. 